# Indonesiens præsidenter
Indonesiens præsidenter siden Indonesiens uafhængighed i 1945.. 
- Sukarno (1945-1967)
- Suharto (1967-1998)
- Jusuf Habibie (1998-1999)
- Abdurrahman Wahid (1999-2001)
- Megawati Sukarnoputri (2001-2004)
- Susilo Bambang Yudhoyono (2004–2014)
- Joko Widodo (2014–2024)
- Prabowo Subianto (2024– )